# Santa Eulàlia (bergantí)
El bergantí Santa Eulàlia, també conegut com El Primero de Cataluña, va ser un vaixell construït a Lloret de Mar pel mestre d'aixa Sebastià Pujol l'any 1821.
Batejat en honor del nom de la muller del propietari principal del bergantí, Eulàlia Olalde de Arriaga, fou varat el juliol de 1821 i donat d'alta en el registre de matrícula de la Província Marítima de Barcelona l'octubre del mateix any. Comandat des de l'inici pel capità lloretenc Joan-Agustí Conill i Sala, propietari també d'una 1/6 part del vaixell, fou armat en cors des del seu primer viatge degut, principalment, a la inseguretat del tràfic marítim atlàntic, en ple conflicte de les guerres d'independència hispanoamericanes. Durant el seu breu servei, feu les rutes comercials als ports de l'illa de Cuba i Mèxic, essent assaltat ocasionalment per vaixells pirates o d'insurgents americans. En el seu historial destaquen, el combat que va tenir amb dos vaixells insurgents. El primer atac, l'any 1823, va produir-se a prop de l'illa de Cuba. En inferioritat numèrica, va aconseguir escapolir-se i buscà refugi al port de Baracoa per reparar danys. I l'altra, el combat que va tenir el 14 de maig de 1825 durant el seu viatge de retorn cap a Barcelona, entre els caps de Trafalgar i Espartel, amb el vaixell corsari colombià Vencedor, comandat pel capità J.W. Borothenton. Després d'una intensa lluita, el bergantí fou enfonsat i la tripulació fou feta presonera i conduïda a Gibraltar. D'aquest fet, va passar a la història la frase que va dir el capità del vaixell colombià al capità lloretenc Conill Sala, ja que no volia abandonar la nau i fou obligat per la seva tripulació a fer-ho:
| «                                      | Homes com el capità del Santa Eulàlia no mereixen morir d'aquesta manera | » |
| — J.W. Borothenton, 14 de maig de 1825 |                                                                          |   |

Molt conegut popularment a la vila, el Santa Eulàlia és considerat com el prototipus de vaixell corsari lloretenc que lluità contra el «corsarisme colombià».